# Hendrika van der Pek

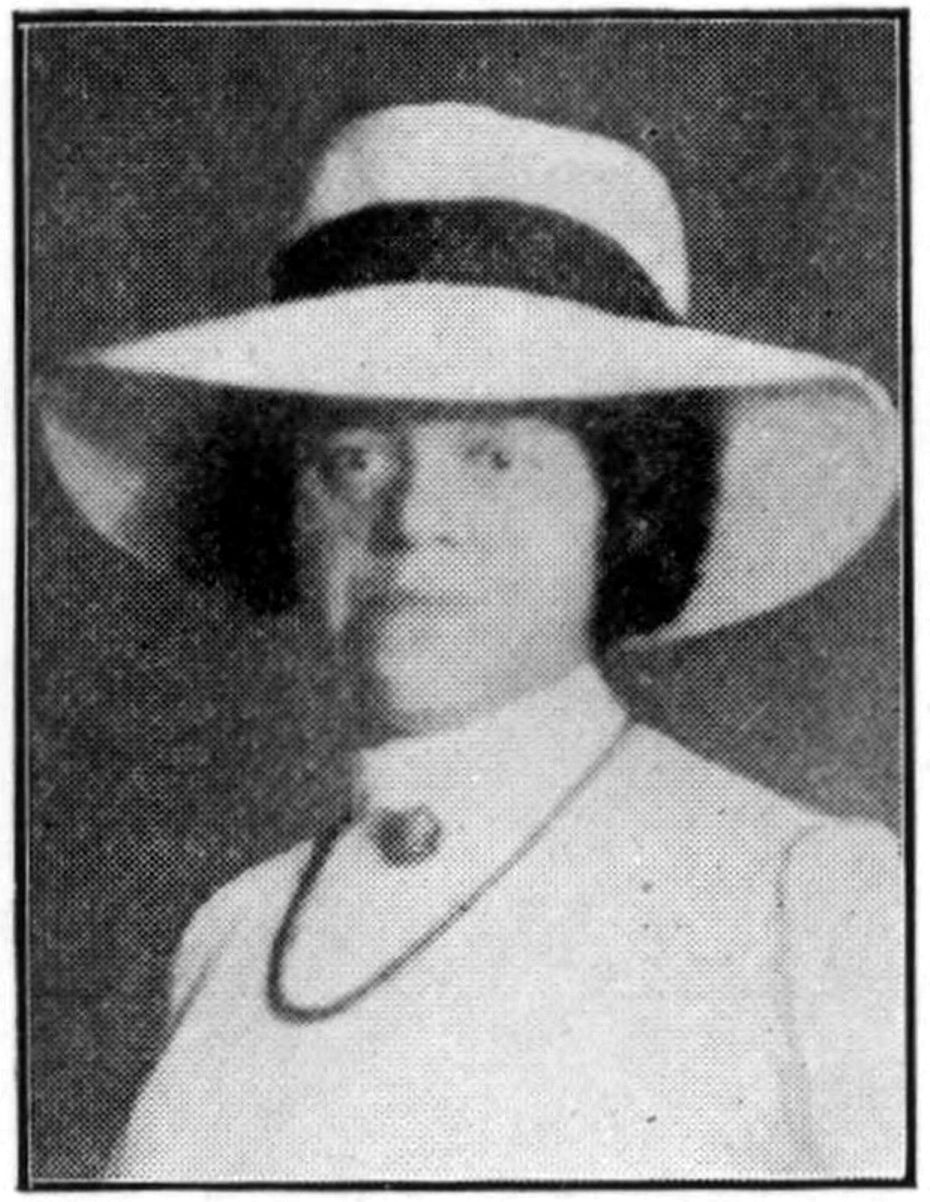
Mevr. H. W. J. Schaap van der Pek, 1913

Hendrika Wilhelmina Jacoba Schaap-van der Pek (Amsterdam, 9 januari 1867 - Ankeveen (Wijdemeren), 23 augustus 1926) was een Nederlandse kunstschilder, tekenaar, graficus en kunstcriticus.

## Levensloop
Van der Pek werd van 1886 tot 1888 opgeleid aan de Rijksnormaalschool voor Teekenonderwijzers te Amsterdam. Later, waarschijnlijk van 1885 tot 1990, volgde ze onderwijs aan de Rijksakademie van beeldende kunsten, eveneens te Amsterdam. Ze was werkzaam in Amsterdam, Kortenhoef (Wijdemeren), 's-Graveland (Wijdemeren) en Ankeveen (Wijdemeren). Verder heeft ze reizen gemaakt naar Italië, Duitsland en Frankrijk. Ze trouwde in 1896 met de kunstenaar Egbert Schaap (1862-1939).
Van der Pek droeg bij aan de tentoonstelling De Vrouw 1813-1913. Ze functioneerde als secretaris in de subcommissie 'Beeldende kunsten'. Deze commissie was vooral verantwoordelijk voor het inrichten van een tentoonstelling, maar werd ook betrokken bij de jurering van de ontwerpwedstrijd voor een affiche.
In het begin van haar werk werd Van der Pek vermoedelijk beïnvloed door het pointillisme en het luminisme. Ze beschouwde zichzelf als leerling van haar man Egbert Schaap en was leerling van professor Rudolf Stang (van 1884 tot 1901 hoogleraar aan de Rijksakademie van beeldende kunsten). Ze schilderde portretten, landschappen (geïnspireerd door haar reizen door Europa) en Bijbelse en historische composities. Ook schreef ze een studie over oud-Italiaanse schilderkunst, die zij als lezing in verschillende kunstgenootschappen voordroeg. Daarnaast was Van der Pek lid van de vereniging Arti et Amicitiae (Amsterdam) en schreef ze incidenteel voor het dagblad De Amsterdammer.